# 細身蜥形脂鯉
蓋氏蜥形脂鯉，為輻鰭魚綱脂鯉目脂鯉亞目脂鯉科的其中一個種。分布於南美洲黑河流域，體長可達4.6公分，棲息在底中層水域，生活習性不明。
其种加词来源于拉丁文“gracilis”，意为“纤细的”。